# Referéndum constitucional de Egipto de 2019

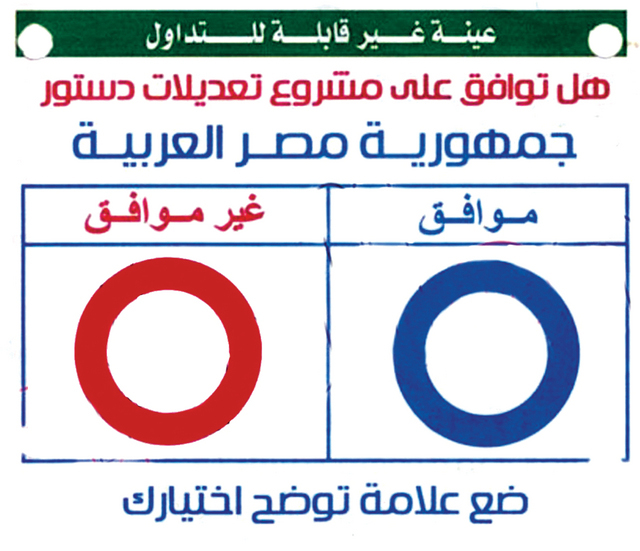
Papeleta electoral utilizada en el referéndum egipcio de 2019

Se celebró un referéndum constitucional en Egipto del 20 al 22 de abril de 2019, con votación en el extranjero entre el 19 y el 21 de abril. Los asuntos propuestos entre otros cambios permitirían al presidente Abdelfatah Al-Sisi competir en las elecciones de 2022; según la constitución existente, se le habría prohibido competir en las próximas elecciones.

## Enmiendas propuestas
El artículo 140 se enmendaría para prolongar el período presidencial de cuatro a seis años y cambiar el artículo 241 para prolongar el período actual de El-Sisi y permitirle presentarse por un período adicional en el cargo. Otros cambios restablecerían la capacidad del presidente para nombrar vicepresidentes (que habían sido abolidos en 2012) y fortalecerían los poderes del presidente sobre el poder judicial, con modificaciones a los artículos 185, 189 y 193, lo que hace que el presidente sea el presidente de la Cátedra Superior del Consejo de Autoridades Judiciales, que nombraría al fiscal y los líderes judiciales, además de otorgar al presidente la facultad de nombrar directamente al jefe del Tribunal Supremo Constitucional.
Dos enmiendas propuestas incluirían aún más el papel de los militares en el gobierno, con un cambio propuesto al artículo 200 para establecer que los militares deberían "preservar la constitución y la democracia, mantener los pilares básicos del estado y su naturaleza civil, y defender los logros". del pueblo, y los derechos y libertades de las personas ". Una revisión del artículo 234 haría que el papel del ejército en la selección del Ministro de Defensa fuera un requisito permanente.
Las enmiendas adicionales propuestas convertirían al parlamento en un órgano bicameral, con la Cámara Alta abolida en 2014 como el Senado, que consistiría de 120 miembros electos y 60 nombrados por el presidente. Los cambios al artículo 102 reducirían el número de miembros de la cámara baja de 596 a 450, con al menos 112 asientos reservados para mujeres.
El 16 de abril de 2019, el Parlamento aprobó cambios a la constitución; 22 diputados votaron en contra de los cambios, y otro diputado se abstuvo. Se requirió que los cambios se sometieran a un referéndum dentro de los 30 días.